# لورينزو كين
لورينزو كين (بالإنجليزية: Lorenzo Cain)‏ هو لاعب كرة قاعدة أمريكي، ولد في 13 أبريل 1986 في فالدوستا في الولايات المتحدة.

## وصلات خارجية
- لورينزو كين على موقع دوري كرة القاعدة الرئيسي (الإنجليزية)
- لورينزو كين على موقعبيزبول رفرنس.كوم (الدوري الرئيسي) (الإنجليزية)
- لورينزو كين على موقعبيزبول رفرنس.كوم (الدوري الثانوي) (الإنجليزية)
- لورينزو كين على موقع إي إس بي إن.كوم (أم.أل.بي) (الإنجليزية)
- لورينزو كين على موقع مشجعي الرسوم البيانية (الإنجليزية)